# Duewag-Großraumwagen

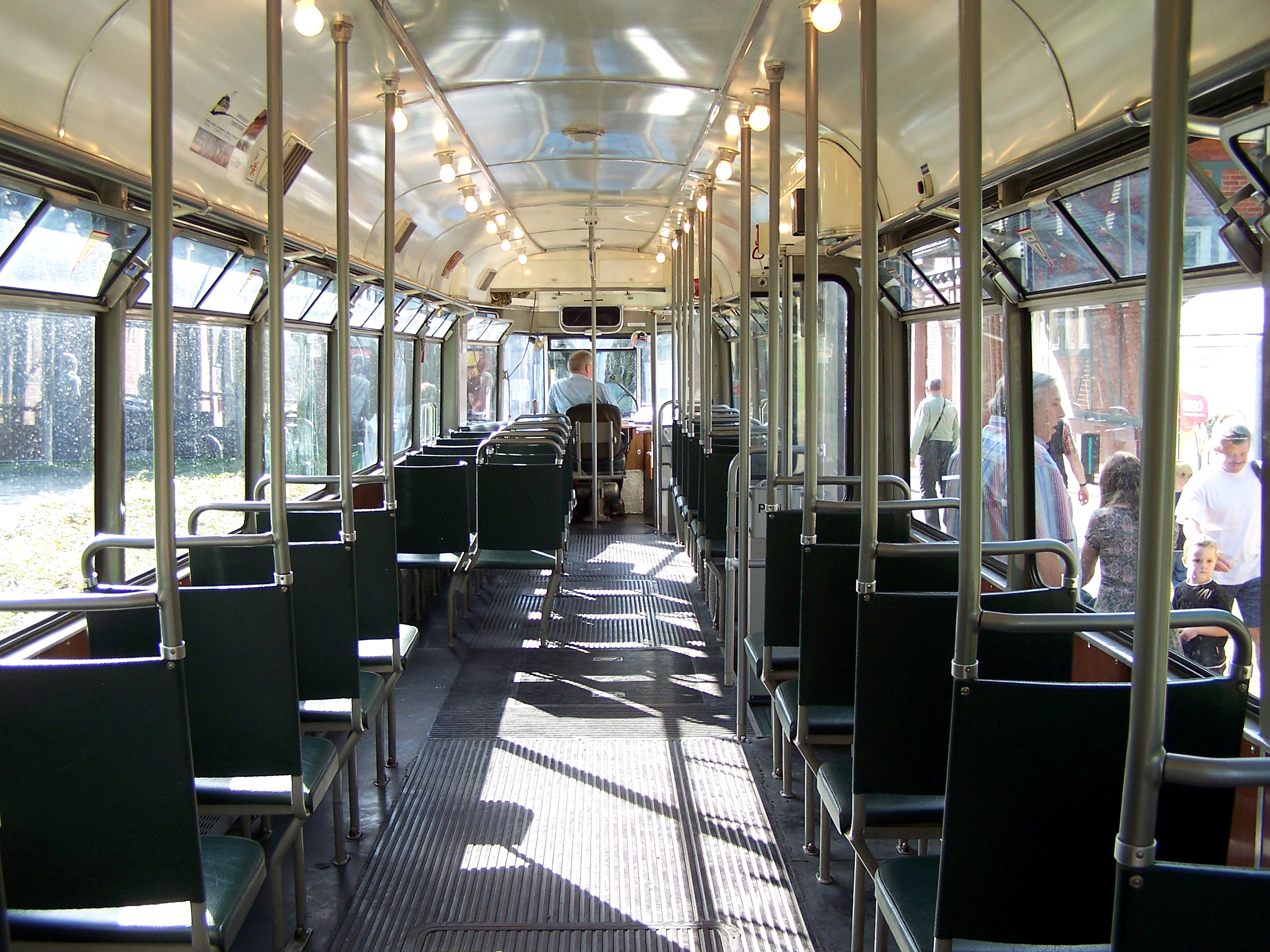
Innenansicht

Der Duewag-Großraumwagen war eine früher in Westdeutschland weit verbreitete Bauart von Straßenbahn-Triebwagen und Beiwagen in Großraumbauweise. Sie wurden vom Düsseldorfer Hersteller Duewag zwischen 1951 und 1974 in großen Stückzahlen produziert. Auf den Duewag-Großraumwagen basieren wiederum die Duewag-Gelenkwagen, die ab 1956 in noch höherer Stückzahl hergestellt wurden und die Großraumwagen sukzessive ablösten. Einzelne Betriebe ließen ihre Großraumwagen ab Ende der 1950er Jahre in Gelenkwagen umbauen. Zahlreiche Großraumbeiwagen wurden auch von Beginn an für den Einsatz hinter Gelenktriebwagen beschafft, weshalb diese noch länger hergestellt wurden als die Großraumtriebwagen. Eng mit den hier behandelten Fahrzeugen verwandt sind auch die 129 Großraumbeiwagen des Typs Mannheim, die zwischen 1974 und 1990 für Braunschweig und Wien entstanden.
Der allererste Duewag-Großraumzug ging 1951 an die Üstra in Hannover, ihm folgten ab 1952 die Serienfahrzeuge. Düsseldorf erhielt zunächst nur mehrere Prototypen. Die meisten Betriebe beschafften erst ab 1954 Serienwagen, als der Duewag-Tandemantrieb mit einem Motor je Drehgestell verfügbar war. Die Duewag-Großraumwagen waren auch als Zweirichtungsfahrzeuge erhältlich. Die elektrische Ausrüstung sowie die Steuerung wurde von Siemens, BBC oder Kiepe Elektrik zugeliefert.
Die Einrichtungswagen verfügten über drei verschiedene Typen von Frontscheiben, die jeweils nach ihrem ersten Baumuster benannt wurden: Gerade Scheibe (Typ Düsseldorf), geneigte Frontscheibe (Typ Hannover) und die zweigeteilte geneigte Frontscheibe (Typ Kiel), die vom US-amerikanischen PCC-Wagen abgeleitet wurde Die Zweirichtungswagen hatten alle gerade Frontscheiben.
Außerdem entstanden einige Lizenzbauten dieses Typs. Diese – fast allesamt Einrichtungswagen – wurden zwischen 1954 und 1977 unter Regie verschiedener Unternehmen gebaut und sind beziehungsweise waren insbesondere in Österreich anzutreffen.

## Liste Triebwagen
|  | Betrieb              | Bauart | Baujahre  | Nummern                                                | Anzahl | Ausmusterung | Front                  | Bemerkungen |
|  | -------------------- | ------ | --------- | ------------------------------------------------------ | ------ | ------------ | ---------------------- | --- |
|  | Bielefeld            | ER     | 1955      | 301–304                                                | 204    | 1962         | D                      | Umbau zu Beiwagen 409–412, 1968 umgezeichnet in 789–792 |
|  | Bochum/Gelsenkirchen | ER     | 1952–1954 | 200–215                                                | 016    | 1977         | H                      | 1964 Umbau zu GT6 – Tw 213 als Prototyp 1960–61, GT6-Tw 202–205 nach Einbau passender Heck–Kupplungen in den siebziger Jahren Einsatz mit Essener ZR–Bw auf den Linien 7 / 17; 1978 Vorderteile der GT6-Tw 205 und 212 zum ZR-Partywagen 77 zusammengesetzt |
|  | Bochum/Gelsenkirchen | ER     | 1954      | 216                                                    | 01     | 1982         | D                      | gerade Frontscheibe, Kurbel- und Hebel-Fahrschalter, 1964–65 Umbau zu GT6 |
|  | Bochum/Gelsenkirchen | ZR     | 1968      | 620                                                    | 01     |              | D                      | Fahrschulwagen, als Museumswagen erhalten |
|  | Bonn                 | ER     | 1957      | 101–104                                                | 04     | 1994         | D                      | verkauft nach Sofia |
|  | Bonn                 | ER     | 1960      | 105–114                                                | 10     | 1994         | KI                     | verkauft nach Sofia |
|  | Dortmund             | ER     | 1953–1954 | 301–306                                                | 06     | 1992         | H                      | 303 als Museumswagen betreut durch die IG Großraumwagen e. V. erhalten. 304 (1981 bis 2015 als Arbeitswagen 904) erhalten im Dortmunder Nahverkehrsmuseum in Obernette.                                                                                     |
|  | Düsseldorf           | ER     | 1953      | 1251–1270                                              | 020    | ?            | D                      | zwei Wagen 1966 zu GT8 2262 und 2263 umgebaut |
|  | Düsseldorf           | ER     | 1953–1955 | 2001–2032                                              | 032    | 1988         | D                      | z. T. 1967 Umbau in Beiwagen der 18er Serie, später zu 2101–2118 zusammengefasst, 2020 mit 1604 1966 zu GT8 2151 umgebaut, 2001, 2002, 2005, 2023–2028, 2031 1967/68 Umbau zu Beiwagen 1821, 1822, 1825–1832, 2201–2215 1959/60 Umbau zu Beiwagen 1801–1815 |
|  | Duisburg             | ER     | 1952–1954 | 229–232                                                | 04     | 1992         | 229–230: H, 231–232: D | 1961 Umbau zu GT6, 1231 und 1232 1972 Umbau zu GT10, 1974 Rückbau zu GT8, 1974 Tw 1229 und Tw 1230 Umbau zu GT8 (Mittelteile von Tw 1231 und 1232) |
|  | Essen                | ER     | 1951–1953 | 513–519                                                | 07     | 1977         | H                      | dreifache Falttüren hinten, 1960 neue Wagennummern 1501–1507, 1501 Museumswagen |
|  | Essen                | ER     | 1953–1954 | 520–559                                                | 040    | 1977–1980    | D                      | 1960 neue Wagennummern 1531–1570, 640 (ex 1535, ex 524) Fahrschulwagen, 1962 stärkere Motoren für zehn Tw – neue Wagennummern 1511–1520 |
|  | Essen                | ER     | 1956      | 560–562                                                | 03     | 1982         | D                      | stärkere Motoren, 1960 neue Wagennummern 1581–1583, 1978 neue Wagennummern 1521 (ex 1581) und 1522 (ex 1582) |
|  | Frankfurt am Main    | ER     | 1954–1957 | 201–242                                                | 042    | 1996         | D                      | 224 und 236 Museumswagen, teilweise verkauft nach Bukarest und Galați |
|  | Hagen                | ZR     | 1958      | 50–56                                                  | 07     | 1976         | D                      | einige 1977 nach Belgrad |
|  | Hannover             | ER     | 1951      | 301                                                    | 01     | ?            | H                      | 2,20 Meter breit |
|  | Hannover             | ZR     | 1951      | 715–716, ab 1966 341–342, ab 2004 715                  | 02     | 1977         | D                      | viermotorig, 1982 an HSM, 716 dort verschrottet |
|  | Hannover             | ZR     | 1956      | 717–718, ab 1972 351 und 1351 (motorisiert)            | 02     | 1982         | H                      | zweimotorig, gerades Wagenende, 1958 zu Einrichtungswagen umgebaut, 1977 an HSM, dort verschrottet |
|  | Hannover             | ER     | 1952–1953 | 302–337                                                | 036    | 1982         | H                      | 336 Museumswagen, 301, 305, 317, 318, 328, 332 an HSM: verschrottet |
|  | Hannover             | ER     | 1956–1958 | 401–460, ab 1973/74 401–420, 461–480, 421–430, 451–460 | 060    | 1990         | H                      | 2,35 Meter breit. 421–430 (neu): ab 1974 tunnelgängig. 478 Museumswagen, 427 1985 an HSM |
|  | Herford              | ZR     | 1952      | 8–9                                                    | 02     | 1966         | D                      | 1966 an die Sylter Verkehrsgesellschaft verkauft |
|  | Kiel                 | ER     | 1957–1958 | 241–252                                                | 012    | 1985         | KI                     | ab 1962 Umbau zur Traktionsfähigkeit, 241 Museumswagen beim Verein Verkehrsamateure und Museumsbahn |
|  | Krefeld              | ER     | 1953–1954 | 401–406                                                | 06     | 1989         | D                      | 402 1972 Umbau zum Fahrschulwagen, 1984 nach Mülheim an der Ruhr, 401 nach Unfall ausgemustert. 403–406 1978 an KREVAG-Museum – verschrottet |
|  | Krefeld              | ER     | 1957      | 411–416                                                | 06     | 1980         | D                      | 412 1981 nach Leicester |
|  | Mülheim an der Ruhr  | ER     | 1954–1955 | 220–230                                                | 011    | 1995         | D                      | 227 Museumswagen |
|  | Mönchengladbach      | ZR     | 1957      | 25–30                                                  | 06     | 1988         | D                      | 25, 27, 28, 29 1966 nach Aachen 1012–1015; 1973 Mainz 206–209; 26, 30 1968 nach Aachen; 1016, 1017 1973 nach Mainz 210+211; 210 zurück nach Aachen 1993, Denkmal, 2014 zurück nach Mönchengladbach, wird restauriert.                                       |
|  | Neuss                | ZR     | 1953      | 31–34                                                  | 04     | 1971         | D                      | 1971 an Rheinbahn, 1972 verschrottet |
|  | Neuss                | ZR     | 1956      | 35–37                                                  | 03     | 1971         | D                      | 1971 an Rheinbahn, 35 und 37 1972 verschrottet, 36 1976 Umbau zu Fahrschultriebwagen 5103, 2003 an HSM |
|  | Offenbach am Main    | ER     | 1957      | 011–013                                                | 03     | 1967         | D                      | 1967 nach Bremerhaven, ausgemustert 1982 |
|  | Ravensburg           | ZR     | 1954      | ET 195 01–02                                           | 02     | 1959         | D                      | mit einseitigen Türen, 1961 an Rotterdamsche Tramweg Maatschappij (RTM), dort Kombination mit Generatorwagen statt Oberleitung, 1969 an Zillertalbahn, ab 1999 RTM-Museumsbahn                                                                              |
|  | Recklinghausen       | ZR     | 1951–1954 | 340–361                                                | 022    | 1980         | D                      | 340–351 ohne Mitteltüre. 340, 341, 347 1974 verkauft nach Gmunden, 342 1979 Museumswagen bei der BMB, 352 und 353 1980 nach Lille verkauft |
|  | Recklinghausen       | ZR     | 1955      | 362–368                                                | 07     | 1980         | D                      | 362+363, 365, 367 1980 nach Lille verkauft |
|  | Wesel                | ZR     | 1960      | 7–8                                                    | 02     | 1993         | D                      | 1967 an Siebengebirgsbahn 436 und 437, 1968 nach Bonn, 1991 an Straßenbahnmuseum Amsterdam/Niederlande |
|  | Wuppertal            | ER     | 1953–1955 | 1005–1020                                              | 016    | 1987         | D                      | ab 1963 Umbau in GT8 8001–8016, ab 1987 verkauft nach Graz |

## Liste Beiwagen
|  | Betrieb              | Bauart | Baujahre  | Nummern                                       | Anzahl | Ausmusterung | Bemerkungen |
|  | -------------------- | ------ | --------- | --------------------------------------------- | ------ | ------------ | --- |
|  | Bielefeld            | ER     | 1955–1962 | 401–408, 413–416, 1968: 781–788, 793–796      | 012    | 1987         | 793–796 verkauft 1982 an OEG, 1998 nach Arad/Rumänien, 1987 nach Darmstadt                                       |
|  | Bochum/Gelsenkirchen | ZR     | 1955–1956 | 500–515                                       | 016    | 1970         | teilweise nach Mülheim an der Ruhr verkauft                                                                      |
|  | Bonn                 | ER     | 1961–1967 | 181–185 / 286–289                             | 09     | 1994         | verkauft nach Sofia                                                                                              |
|  | Darmstadt            | ER     | 1965      | 151–162                                       | 012    | 1995         | Typ SB7 |
|  | Hannover             | ZR     | 1951      | 1524, ab 1966 1341                            | 01     | 1982         | 1958 Umbau zu Einrichtungswagen, 1982 an HSM, dort verschrottet                                                  |
|  | Hannover             | ZR     | 1956      | 1525, ab 1966 1342                            | 01     | 1982         | gerade Wagenenden, 1958 Umbau zum Einrichtungswagen und Anbau von Plattformen. 1982 an HSM: verschrottet         |
|  | Düsseldorf           | ER     | 1951–1967 | 1601–1700, 1203–1207                          | 100    | ?            | 1203, 1204 1975 abgestellt, danach zerlegt; 1656 2006 an die BMB; 1670, 1699 2009/2010 an HSM                    |
|  | Essen                | ER     | 1962–1966 | 2521–2531                                     | 011    | 1989         | 2521 Museumswagen (ex 2525)                                                                                      |
|  | Essen                | ZR     | 1962–1966 | 2512–2516, 2556–2562                          | 012    | 1986         | 1966 neue Wagennummern 2551–2555 (ex 2512–2516)                                                                  |
|  | Frankfurt am Main    | ER     | 1954–1957 | 1201–1242                                     | 042    | 1998         | 1219 und 1242 Museumswagen, teilweise verkauft nach Bukarest und Galați                                          |
|  | Frankfurt am Main    | ER     | 1959–1966 | 1801–1826                                     | 026    | 1998         | 1968–1978 Stadtbahnbetrieb, 1804 Museumswagen                                                                    |
|  | Hannover             | ER     | 1951      | 1301                                          | 01     | 1982         | an HSM: verschrottet                                                                                             |
|  | Hannover             | ER     | 1952–1955 | 1302–1335                                     | 034    | 1982         | 1304 Museumswagen, 1306, 1329, 1330 an HSM: verschrottet                                                         |
|  | Hannover             | ER     | 1957–1960 | 2001–2056, ab 1970/74 1401–1425 und 1451–1481 | 056    | 1990         | Motorisierter Beiwagen, 1401–1425 tunnelgängig. 1464 (ex 2026) Museumswagen, 1424 1985 an HSM                    |
|  | Hannover             | ER     | 1961–1962 | 2061–2080, ab 1974 1501–1520                  | 020    | 1998         | 1513 Museumswagen, 1508, 1509, 1515, 1516, 1519 1997 an HSM: 1508, 1515, 1516 verschrottet                       |
|  | Herford              | ZR     | 1952      | 51–52                                         | 02     | 1966         | Steuerwagen für Triebwagen 8–9. 1961 Umbau zu Triebwagen 12–13, 1966 an die Sylter Verkehrsgesellschaft verkauft |
|  | Köln                 | ER     | 1963–1965 | 4601–4660                                     | 060    | ?            | 2,50 m breit, 1968/69 Umbau in GT8 3001–3039, 3101–3121, 3101–3109 ex 3040–3048                                  |
|  | Krefeld              | ER     | 1974      | 112–120                                       | 09     | 1990         | |
|  | Mülheim an der Ruhr  | ER     | 1955–1958 | 186–193, 300–304                              | 013    | 1992         | |
|  | Offenbach am Main    | ER     | 1957      | 131–133                                       | 03     | 1967         | 1967 nach Bremerhaven, ausgemustert 1982                                                                         |

## Liste Lizenz-Triebwagen
|  | Betrieb   | Hersteller            | Baujahre  | Bezeichnung | Anzahl | Ausmusterung | Bemerkungen                                                     |
|  | --------- | --------------------- | --------- | ----------- | ------ | ------------ | --------------------------------------------------------------- |
|  | Wien      | SGP                   | 1955–1959 | 102–159     | 059    | 1996         | Typ „C1“                                                        |
|  | Innsbruck | Lohner / Kiepe / ELIN | 1960      | 61–66       | 06     | 1988         | 61 Museumswagen bei TMB                                         |
|  | Gmunden   | Lohner / Kiepe        | 1961      | 8           | 01     | 2018         | Zweirichtungsfahrzeug mit Türen nur auf einer Seite, siehe GM 8 |
|  | Wien      | Lohner                | 1967      | 160         | 01     | 1982         | Typ „C3“, umgebaut in Arbeitswagen 6160                         |

## Liste Lizenz-Beiwagen
|  | Betrieb  | Hersteller | Baujahre  | Bezeichnung | Anzahl | Ausmusterung | Bemerkungen                                        |
|  | -------- | ---------- | --------- | ----------- | ------ | ------------ | -------------------------------------------------- |
|  | Wien     | Lohner     | 1954–1959 | 1001–1090   | 090    | 2001         | Typ „c2“                                           |
|  | Wien     | SGP        | 1955–1959 | 1202–1259   | 059    | 1996         | Typ „c1“, ab 1960: 1502–1559, ab 1989: 1802...1855 |
|  | Dortmund | Credé      | 1958      | 811–816     | 06     | 1992         |                                                    |
|  | Wien     | Lohner     | 1959–1962 | 1101–1290   | 190    | 2017         | Typ „c3“                                           |
|  | Kassel   | Credé      | 1967      | 561–565     | 05     | 2003         |                                                    |
|  | Kassel   | Wegmann    | 1971      | 566–571     | 06     | 2003         |                                                    |
|  | Wien     | BWS        | 1974–1977 | 1301–1373   | 073    | 2022         | Typ „c4“                                           |